# Treron sieboldii
Il piccione verde panciabianca o piccione verde giapponese (Treron sieboldii Temminck, 1835) è un uccello della famiglia dei Columbidi diffuso dal Giappone al Sud-est asiatico.

## Tassonomia
Comprende le seguenti sottospecie:
- T. s. sieboldii (Temminck, 1835) - Giappone, Cina orientale;
- T. s. fopingensis Cheng, Tan e Sung, 1973 - Sichuan orientale e Shaanxi meridionale (Cina centrale);
- T. s. sororius (Swinhoe, 1866) - Taiwan;
- T. s. murielae (Delacour, 1927) - Cina centro-meridionale, Vietnam settentrionale e centrale, Thailandia settentrionale.